# 통영 연대도 패총
통영 연대도 패총(統營 煙臺島 貝塚)은 대한민국 경상남도 통영시 산양읍 연곡리, 연대도에 있는 석기시대의 선사유물이다. 1990년 10월 31일 대한민국의 사적 제335호로 지정되었다.

## 개요
패총은 선사시대에 인류가 먹고 버린 조가비와 생활 쓰레기가 쌓여 이루어진 것으로, 조개더미 유적이라고도 하며 당시의 생활 모습을 알 수 있는 유적이다.
이 패총은 섬의 동북쪽을 따라 ‘U’자형으로 펼쳐진 모습이며, 북쪽은 바닷가로 비스듬히 이어지고 동쪽은 가파른 언덕을 이룬다. 지형의 모습으로 보아 시대에 따라 바다의 높이가 달랐음을 알 수 있다. 패총은 7층으로 쌓은 흔적이 구분되며 아랫부분인 4층에서 7층은 신석기시대의 문화층이다. 주로 조개·검은흙·자갈과 토기들 무덤과 사람뼈들이 나왔으며,신석기 시대 사람들의 체질과 생활상을 연구하는데 도움을 준다.
윗부분인 2층과 3층에서는 조선·고려·삼국시대의 토기와 자기들이 나와 이 유적의 매우 다양한 문화층을 가지고 있음을 알 수 있다.
출토 유물 가운데 일본 신석기 시대 토기들도 있어 당시 일본과 우리 나라사이에 교류가 있었음을 짐작하게 하며, 남해안의 동삼동과 상노대도 유적들과 함께 연구되어야 하는 유적이다.

## 같이 보기
- 연대도

## 참고 자료
- 통영 연대도 패총 - 국가유산청 국가유산포털